# Музеј Конде
Музеј Конде (фр. Musée Condé) је уметнички музеј у Француској, смештен у дворцу Шантији. Шантији се налази у департману Оаза, на око 40 километара северно од Париза. Анри од Орлеана, војвода од Омала и син Луја Филипа I, завештао је дворац и своје уметничке колекције Француском институту. Неке собе дворца су адаптиране у музејски простор, док су друге остале у стилу луксузних резиденција 18. и 19. века.
Колекција старих мајстора је једна од најзначајнијих у Француској. У њој су дела углавном италијанских и француских сликара, као што су: Фра Анђелико, Рафаел, Никола Пусен, Антоан Вато и Доминик Енгр.
Музеј има колекцију од 2500 цртежа и библиотеку са 1500 рукописа, од којих су 200 илуминирани (осликани). Најзначајнији међу њима је Молитвеник војводе од Берија (фр. Très Riches Heures du Duc de Berry). Ту су још колекције штампаних графика, минијатурних портрета, скулптура, антикварних предмета, старих фотографија, декоративних уметности, намештаја и порцелана.
Услови под којима је колекција завештана 1898. спречавају да уметничка дела напуштају овај дворац, а ни начин на који су изложена не сме да се мења.

## Галерија
- Коњаник смрти, илустрација из Молитвеника војводе од Берија
- Смрт Богородице, илустрација Жана Фукеа
- Жан Фуке, Преобраћање Саула
- Пјеро ди Козимо, Портрет Симонете Веспучи као Клеопатре
- Сасета, Венчање Светог Фрање са сиромаштвом
- Франсоа Клуе, Портрет Франсоа II од Француске
- Рафаел, Три грације
- Рафаел, Мадона Лорето
- Никола Пусен, Масакр невиних
- Гверчино, Пијета
- Антоан Вато, Венера разоружава Купидона
- Антоан Вато, Серенада
- Никола Ланкре, Банкет
- Доминик Енгр, Аутопортрет
- Доминик Енгр, Венера анадиомена